# شوتا فوکوکا
شوتا فوکوکا (انگلیسی: Shota Fukuoka؛ زادهٔ ۲۴ اکتبر ۱۹۹۵) بازیکن فوتبال اهل ژاپن است.